# Macintosh IIci
De Macintosh IIci is een personal computer die ontworpen, gefabriceerd en verkocht werd door Apple Computer van september 1989 tot februari 1993. Met zijn 25 MHz 68030 CPU en 68882 FPU was het een krachtigere versie van de Macintosh IIcx.
Apple's nomenclatuur uit die tijd gebruikte de "c" om aan te duiden dat het om een compact model ging, de "i" zou naar verluidt integrated video betekend hebben en verwijzen naar de ingebouwde graphics, waardoor de IIci in tegenstelling tot de IIcx geen aparte NuBus grafische kaart nodig had om een scherm aan te sluiten.
De Macintosh Quadra 700 werd in 1991 geïntroduceerd als het nieuwe high-end werkstation van Apple om de IIci te vervangen, zij het tegen een aanzienlijk hogere prijs. Hierdoor bleef Apple de IIci verkopen tot begin 1993, toen de goedkopere Quadra 650 en de vergelijkbaar geprijsde Quadra 800 op de markt kwamen.

## Ontwerp

### Hardware
De IIci introduceerde meerdere technische verbeteringen, waarbij sommige belangrijk waren in de aanloop naar System 7 en ook toekomstige Macintoshes zouden beïnvloeden, hoewel een aantal verbeteringen ten koste gingen van de compatibiliteit:
- een nieuwe ROM die "32-bit clean" was met ingebouwde 32-bit QuickDraw bestaande uit twee delen: een deel dat hetzelfde is voor alle Macintoshes, en een ander deel dat specifiek is voor elke Macintosh.
- niet-aangrenzend fysiek geheugen dat door de MMU wordt toegewezen aan een aangrenzend geheugengebied. Sommige van de virtuele geheugenfuncties van System 7 moesten aan de ROM worden toegevoegd om het fysieke adres van het geheugen te achterhalen.
- een optionele 32 KB Level 2 cache. De cachekaart, die past in het Processor Direct Slot (aanvankelijk door Apple een "cacheconnector" genoemd), werd later gratis in alle systemen opgenomen. Kaarten van derden boden tot 128 KB, maar de extra cachegrootte leverde weinig voordeel op ten opzichte van de basiskaart.
- een primeur voor de Macintosh II-familie waren de ingebouwde graphics voor een extern beeldscherm. Hierdoor kwam een van de drie NuBus-slots van het systeem vrij. Omdat de geïntegreerde grafische kaart echter het RAM-geheugen van het systeem gebruikte als framebuffer, installeerden sommige gebruikers een NuBus grafische kaart om het verloren geheugen terug te winnen. Het was ook populair om sneller geheugen in de eerste bank met SIMM-slots te installeren, aangezien dit de bank is die wordt gebruikt door het videosubsysteem. De ingebouwde grafische kaart ondersteunde tot 8-bits kleur bij resoluties van 640×480 of 512×384.

De IIci was een van de meest populaire en langstlevende Macintosh-modellen van de 20e eeuw. Gedurende een groot deel van zijn levensduur was de IIci het zakelijke "werkpaard" van de Macintosh-lijn. Tot de introductie van de 40 Mhz Macintosh IIfx in maart 1990 was de IIci gedurende korte tijd de snelste beschikbare Mac.
De IIci werd geleverd met een SCSI harde schijf van 40 of 80 MB.

### Uitbreidbaarheid
Mogelijke upgrades zijn de 40 of 50 MHz DayStar PowerCache 68030, een 33 of 40 MHz DayStar Turbo 040 en de DayStar Turbo 601 PowerPC Upgrade  op 66 MHz of 100 MHz. 68030 en 68040 upgrades werden ook gemaakt door Sonnet, Diimo en andere bedrijven.
Toen de Quadra 700 in 1991 op de markt kwam, werd er voor de IIci een upgrade van het moederbord aangeboden om de IIci op te krikken tot het prestatieniveau van de Quadra.

### Easter eggs

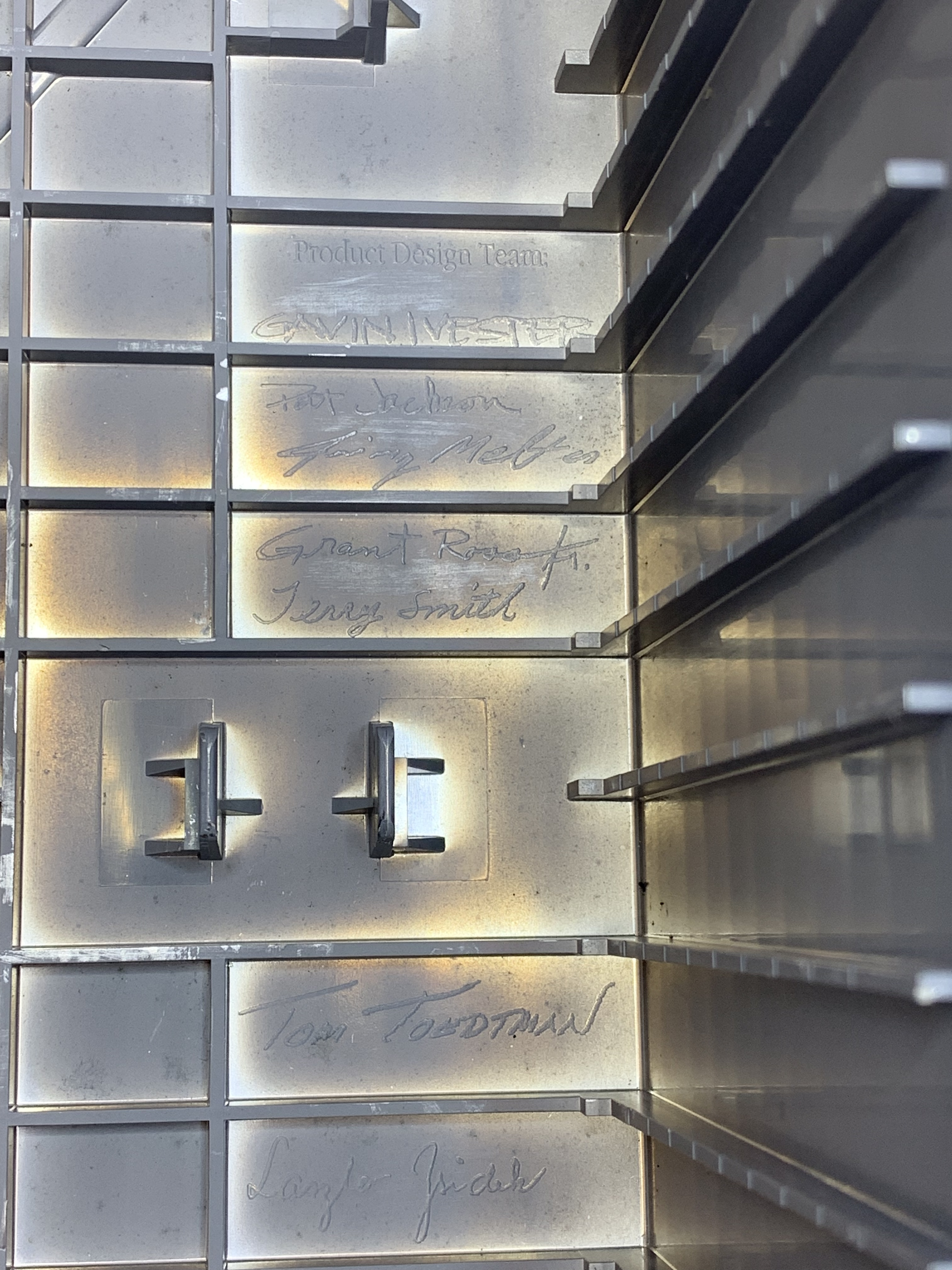
De handtekeningen van het Mac IIci productontwerpteam (onder het moederbord)

Er zit een easter egg verborgen in de Mac IIci ROM: Als de systeemdatum op 20 september 1989 gezet wordt (de verschijningsdatum van de machine) en de toetsencombinatie ⌘ Cmd-⌥ Opt-C-I wordt vastgehouden tijdens het opstarten, verschijnt een afbeelding van het ontwikkelteam.
Een ander easter egg zijn de handtekeningen van het productontwerpteam die verborgen zitten in de behuizing en alleen te zien zijn als het moederbord verwijderd wordt.

## Specificaties
- Processor: Motorola 68030, 25 MHz
- FPU : Motorola 68882
- PMMU : geïntegreerd in de processor
- Systeembus snelheid: 25 MHz
- ROM-grootte: 512 kB
- Databus: 32 bit
- RAM-type: 80 ns 30-pin SIMM
- Standaard RAM-geheugen: 1 of 4 MB
  - Uitbreidbaar tot maximaal 128 MB
  - RAM-sleuven: 8 (per vier)
- Standaard video-geheugen: 64-320 kB[a]
  - Uitbreidbaar tot maximaal 64-320 kB[a]
- Standaard diskettestation: 3,5-inch, 1,44 MB
- Standaard harde schijf: 40 of 80 MB (optioneel)
- Uitbreidingssleuven: 3 NuBus, 1 Cache PDS
- Type batterij: 3,6 volt Lithium
- Uitgangen:
  - 2 ADB-poorten (mini-DIN 4) voor toetsenbord en muis
  - 1 video-poort (DB-15)
  - 1 SCSI-poort (DB-25)
  - 1 diskettestation (DB-19)
  - 2 seriële poorten (mini-DIN)
  - 1 audio-uit (3,5 mm jackplug)
- Ondersteunde systeemversies: 6.0.4 t/m 7.6.1 en A/UX 1.1.1 t/m 3.1.1
- Afmetingen: 14,0 cm × 30,2 cm × 36,6 cm (hxbxd)
- Gewicht: 6,2 kg

Uit productie: 1984: Macintosh 128K, Macintosh 512K · 1985: Macintosh XL · 1986: Macintosh Plus · 1987: Macintosh II, Macintosh SE · 1988: Macintosh IIx · 1989: Macintosh SE/30, Macintosh IIcx, Macintosh IIci, Macintosh Portable · 1990: Macintosh IIfx, Macintosh Classic, Macintosh IIsi, Macintosh LC serie · 1991: Macintosh Quadra 700, Macintosh Quadra 900, Apple PowerBook · Macintosh Classic II · 1992: Macintosh IIvx, Macintosh Quadra 950, PowerBook Duo, Macintosh Performa serie · 1993: Macintosh Centris serie, Macintosh Color Classic, Macintosh TV · Apple Workgroup Server · 1994: Power Macintosh · 1997: Power Macintosh G3, PowerBook G3, Twentieth Anniversary Macintosh · 1998: iMac · 1999: iBook, Power Mac G4 · 2000: Power Mac G4 Cube · 2001: PowerBook G4 · 2002: eMac, iMac G4 · 2003: Xserve, Power Mac G5 · 2004: iMac G5 · 2005: Mac mini · 2006: MacBook · 2015: MacBook (Retina) · 2017: iMac Pro

Huidige modellen: MacBook Air, MacBook Pro, iMac, Mac mini, Mac Studio, Mac Pro